# Catalunya – Nigèria (22-12-1998)
La selecció catalana de futbol disputà un partit amistós contra la selecció de Nigèria el 22 de desembre de 1998 a l'Estadi de Montjuïc de Barcelona, davant de 53.630 espectadors, que acabà amb victòria de Catalunya per 5-0.

## Fitxa tècnica
| Catalunya                                                                     | 5 - 0                | Nigèria |
| ----------------------------------------------------------------------------- | -------------------- | ------- |
| Òscar Garcia 5' 30' · Albert Celades 19' · Raúl Tamudo 82' · Joan Barbarà 89' | Mundo Deportivo Avui |         |

| Catalunya | Nigèria |

| CATALUNYA:     |  |                   |  |  |
|                |  |                   |  |  |
| PO             |  | Toni Jiménez (c)  |  |  |
| PO             |  | Francesc Arnau    |  |  |
| DF             |  | Cristóbal Parralo |  |  |
| DF             |  | Xavier Aguado     |  |  |
| DF             |  | Sergi Barjuan     |  |  |
| DF             |  | Quique Álvarez    |  |  |
| DF             |  | Lluís Carreras    |  |  |
| DF             |  | Albert Tomàs      |  |  |
| DF             |  | Miquel Soler      |  |  |
| CC             |  | Pep Guardiola     |  |  |
| CC             |  | Roger Garcia      |  |  |
| CC             |  | Òscar Garcia      |  |  |
| CC             |  | Albert Celades    |  |  |
| CC             |  | Xavi Hernández    |  |  |
| DV             |  | Gerard López      |  |  |
| DV             |  | Dani Garcia       |  |  |
| DV             |  | Raúl Tamudo       |  |  |
| DV             |  | Antoni Pinilla    |  |  |
| DV             |  | Joan Barbarà      |  |  |
| DV             |  | Gerard Escoda     |  |  |
| DV             |  | Jordi Cruyff      |  |  |
| Seleccionador: |  |                   |  |  |
| Pitxi Alonso   |  |                   |  |  |

| NIGÈRIA:       |  |                    |     |  |
|                |  |                    |     |  |
| PO             |  | Willy Okpara       |     |  |
| DF             |  | Samuel Okunowo     |     |  |
| DF             |  | Ajibade Babalade   | 53' |  |
| DF             |  | Jero Shakpoke      |     |  |
| DF             |  | Monday Odiaka      |     |  |
| DF             |  | Sari Abacha        |     |  |
| CC             |  | Mutiu Adepoju (c)  |     |  |
| CC             |  | Pascal Ojigwe      |     |  |
| CC             |  | Arthur Madueme     |     |  |
| CC             |  | Duke Udi           |     |  |
| CC             |  | Taiwo Enegwea      |     |  |
| DV             |  | Garba Lawal        |     |  |
| DV             |  | Victor Ikpeba      |     |  |
| DV             |  | Jonathan Akpoborie |     |  |
| Seleccionador: |  |                    |     |  |
| Thijs Libregts |  |                    |     |  |